# Sten Frykberg
Sten Orvar Frykberg, född 19 februari 1910 i Göteborg, död 5 februari 1983 på Lidingö, var en svensk dirigent, pianist och radiopersonlighet.

## Biografi
Frykberg föddes i Göteborg och efter studentexamen där 1928 debuterade han samma år som pianist och bedrev studier 1928–1930 för Knut Bäck och Knut Håkanson. Han studerade också musikteori och dirigering vid musikhögskolan i Sondershausen. Han var kapellmästare vid Stora Teatern, Göteborg 1931–1934, vid Gävleborgs läns orkesterförening 1934–1939 och huvuddirigent för Helsingborgs symfoniorkester 1939–1945.
Från 1945 och fram till 1960 var han anställd vid Sveriges Radio, bland annat som dirigent för dåvarande Radioorkestern. Därefter blev han 1960 chefsdirigent för Göteborgs Symfoniker. Sedan från 1967 och till pensioneringen 1975 var han åter anställd vid Sveriges Radio. Från 1964 fram till sin död var han programledare för Önskekonserten i Sveriges Radio. Han vann därvid tidningen Expressens Guldgeting, en utmärkelse för bästa presentation av seriös musik, sex gånger.
Frykberg skrev två kända humoristiska melodier till en tävling vid Bohusläns regemente, där han under beredskapstiden var inkallad furir: Marschen Bohus bataljon och Kaparen å löjtisen å schassen och ja'.
Han är far till Magnus Frykberg.

## Priser och utmärkelser
- 1960 – Ledamot nr 685 av Kungliga Musikaliska Akademien
- 1979 – Medaljen för tonkonstens främjande

## Filmografi

### Roller
- 1952 – När syrenerna blomma

### Musik
- 1949 – Bohus Bataljon (1940) (text: Axel Flodén)
- 1950 – Södrans revy (Farväl till 40-talet)

## Övriga kompositioner
- Bohuslänningarnas klang- och skålvisa (Text: Axel Flodén)
- En ny Bohussång (Text: Axel Flodén)
- Kaparen å löjtisen å schassen å ja' (1940) (Text: Axel Flodén)